# Turzyca czarna
Turzyca czarna (Carex parviflora Host.) – gatunek rośliny z rodziny ciborowatych.

## Rozmieszczenie geograficzne
Występuje tylko w górach Europy Południowej i Środkowej: w Apeninach, Pirenejach, Alpach, Karpatach i górach Piryn. Wszędzie jest rzadki, a w Karpatach bardzo rzadki. W Polsce występuje wyłącznie w Tatrach i to tylko w Tatrach Zachodnich na kilku stanowiskach: Dolina Mułowa, Dolina Litworowa, Dolina Goryczkowa Świńska, Rzędy Tomanowe, poniżej Małołąckiej Przełęczy, nad Wyżnim Toporowym Stawem.

## Morfologia
PokrójRoślina trwała, wysokości 10–20 cm, gęstomurawowa, z krótkimi rozłogami
ŁodygaWzniesiona, trójkanciasta, przeważnie gładka
LiściePochwy liściowe żółtobrązowe lub purpurowobrązowe. Blaszki liściowe sztywne, 2–3 mm szerokie, płaskie. Najniższa podsadka liściowata, odstająca.
KwiatyKwiatostan składa się z (2) 3–4 bardzo ściśle stojących, jajowatych lub kulistych, siedzących, 5–7 mm długich kłosów. Kłosy z żeńskimi kwiatami, tylko najwyższy ma u podstawy kwiaty męskie. Pęcherzyki jak i plewy czarne. dłuższe od plew (3–3,5 mm), z bardzo krótkim, 2 ząbkowym dzióbkiem. Słupek o (2) 3 znamionach.
OwoceTrójkanciaste orzeszki.

## Biologia i ekologia
Bylina, hemikryptofit, oreofit. W Polsce kwitnie od lipca do sierpnia. Spotykana na wysokogórskich murawach i piargach. Liczba chromosomów 2n = 84.

## Zagrożenia i ochrona
Gatunek umieszczony na Czerwonej Liście roślin i grzybów Polski (2006) w kategorii R (rzadki – potencjalnie zagrożony). W wydaniu z 2016 roku otrzymał kategorię EN (zagrożony).
Znajduje się także w Polskiej Czerwonej Księdze Roślin w kategorii CR (krytycznie zagrożony).
W Tatrach turzyca czarna nie wydaje się zagrożona. Wszystkie jej stanowiska znajdują się na obszarze Tatrzańskiego Parku Narodowego.